# The Magic Bow
The Magic Bow es una película musical británica de 1946 basada en la vida y amores del violinista y compositor italiano Niccolò Paganini, y dirigida por Bernard Knowles. La película se estrenó en la edición de 1946 del Festival de Cannes.

## Reparto
- Stewart Granger como Niccolò Paganini.
- Phyllis Calvert como Jeanne de Vermond.
- Jean Kent como Bianca.
- Dennis Price como Paul de la Rochelle.
- Cecil Parker como Luigi Germi.
- Felix Aylmer como Signor Fazzini.
- Frank Cellier como Antonio.
- Marie Lohr como Condesa de Vermond.
- Henry Edwards como Conde de Vermond.
- Mary Jerrold como Teresa Paganini.

## Producción
La filmación tuvo que ser aplazada debido a una enfermedad de Phyllis Calvert, así que Caravana, también protagonizada por Granger, se hizo primero.
El personaje de Phyllis Calvert es ficticio, una suma de varias mujeres que habían ayudado a Paganini. El personaje de Bianca es real. En un principio se anunció a Margaret Lockwood, pero fue reemplazada por Jean Kent. Kent más tarde recordaría: «Tuve trajes maravillosos, eso fue lo mejor de la película, que fue mal. Originalmente creo que quisieron a Margaret Lockwood, no sé qué pasó. Bernard Knowles era muy buen cameraman, pero no un director.»
El guion contó con la ayuda de Yehudi Menuhin, quien toca los solos de violín que se oyen en la película.

## Recepción de la crítica
En su crítica, The New York Times concluía: «...Lo mejor es Yehudi Menuhin interpretando las composiciones de Paganini, Tartini y Beethoven, Stewart Granger está creíble, pero las dificultades de guion lastran la película.»